# Лесхоз (Краснодарский край)
Лесхо́з — посёлок в Новокубанском районе Краснодарского края.
Входит в состав Ковалевского сельского поселения.

## Население
| 2002 | 2010 |
| ---- | ---- |
| 0    | →0   |